# Lou Macari
Luigi "Lou" Macari (Edinburgh, 1949. június 7. – ) skót válogatott labdarúgó, edző. 

## Pályafutása

### Klubcsapatban
Edinburghban született. 1966 és 1973 között a Celticben játszott, mellyel négy skót bajnoki címet, két kupát és három ligakupát nyert. 1973-ban leigazolta a Manchester United, ahol pályafutása leghosszabb időszakát töltötte. 1984-ig volt a klub játékosa, ezalatt több sikert is elért a csapattal, melyek közül a legértékesebb az 1977-es FA-kupa-győzelem. 1984 és 1986 között a Swindon Townban vezetett le játékosedzőként. 

### A válogatottban
1972 és 1978 között 24 alkalommal szerepelt az skót válogatottban és 5 gólt szerzett. Részt vett az 1978-as világbajnokságon. 

### Edzőként
1984 és 1989 között a Swindon Town edzője volt, ahol 1984-től 1986-ig játékosedzőként segítette a klubot. 1989-ben a West Ham Unitednél vállalt munkát, de mindössze egy évig maradt. 1991-ben a Birmingham Cityvel megnyerte a Football League Trophy-t, majd egy évvel később ismét megszerezte a trófeát, de immáron a Stoke City edzőjeként. Később dolgozott még a Celtic (1993–94), a Stoke City (1994–97) és a Huddersfield Town (2000–02) együttesénél.

## Sikerei, díjai

### Játékosként
Celtic FC
- Skót bajnok (4): 1969–70, 1970–71, 1971–72, 1972–73
- Skót kupa (2): 1970–71, 1971–72
- Skót ligakupa (1): 1969–70

Manchester United
- Angol másodosztályú bajnok (1): 1974–75
- Angol kupa (1): 1976–77
- Angol szuperkupa (2): 1977, 1983
- Angol ligakupa döntős (1): 1982–83

### Edzőként
Birmingham City
- Football League Trophy (1): 1991

Stoke City
- Angol harmadosztályú bajnok (1): 1992–93
- Football League Trophy (1): 1992